# Arthur L. Sellier (1889–1967)
Arthur Louis Sellier (geboren 15. Juli 1889 in Arnstadt, Fürstentum Schwarzburg-Sondershausen; gestorben 25. Februar 1967 in München) war ein deutscher Verlagsbuchhändler bzw. Verleger und Kunstsammler.

## Leben

### Werdegang
Sellier war ein Sohn des Verlegers Arthur Sellier (1860–1951) und studierte an der Höheren Handelsschule in Neuenburg in der Schweiz. 1908 ging er zu Alexander Francke nach Bern, um den Beruf des Buchhändlers zu erlernen. 1910 wechselte er zu J. Schweitzer Sortiment nach München, wo er nach einem kurzen Aufenthalt in Leipzig ab 1913 erneut arbeitete. 1919 wurde Arthur L. Sellier Teilhaber in der Verlagsgruppe seines Vaters Arthur Sellier (1860–1951), die damals die folgenden Verlagshäuser umfasste: J. Schweitzer Sortiment, J. Schweitzer Verlag, H. W. Müller Verlag, Dr. F. P. Datterer & Cie.
1935 übernahm Sellier die Leitung der Schweitzer-Filiale in Berlin. Ab 1967, dem Jahr seines Todes, trat sein Sohn Arthur L. Sellier (1937–2017) seinerseits in das Familienverlagshaus ein.

### Kunstsammler
Arthur L. Sellier trug zwischen 1920 und 1930 eine Sammlung von Zeichnungen, Aquarellen und Druckgrafik zusammen – überwiegend deutscher, aber auch französischer, Schweizer und britischer Künstler. Der Großteil der von ihm gesammelten Zeichnungen und Drucke stammte aus dem 19. Jahrhundert.
Bei seiner Rückkehr aus US-amerikanischer Kriegsgefangenschaft 1945 stellte er fest, dass ein Großteil seiner Sammlung gestohlen worden war. Nach seinem Tod im Jahr 1967 erbte seine Witwe den Rest der Sammlung. Zwischen 1999 und 2008 wurden mehrere Werke von ihrem Sohn Arthur L. Sellier auf Auktionen verkauft.

### Politisches und berufständisches Engagement
1933 wurde Arthur L. Sellier Mitglied der NSDAP.
Sellier war Mitglied im Börsenverein des Deutschen Buchhandels.

### Privates
Arthur L. Sellier heiratete Margarete Düringer (1892–1954) und hatte mit ihr drei Kinder. Aus der zweiten Ehe mit Marie Louise "Lisa" Denker Sellier (1904–1998) ging der Sohn und Nachfolger im Verlagsgeschäft Arthur L. Sellier (1937–2017) hervor.